# Estació d'Aiora
L'Estació d'Aiora, oficialment i en castellà Ayora, és una estació de metro localitzada al barri d'Aiora de València i que forma part les línies 5 i 7 de l'operador Metrovalència. L'estació pertany a la zona tarifària A de Ferrocarrils de la Generalitat Valenciana (FGV) i l'Autoritat de Transport Metropolità de València (ATMV). L'adreça oficial de l'estació és la plaça de l'organista Cabó.

## Història

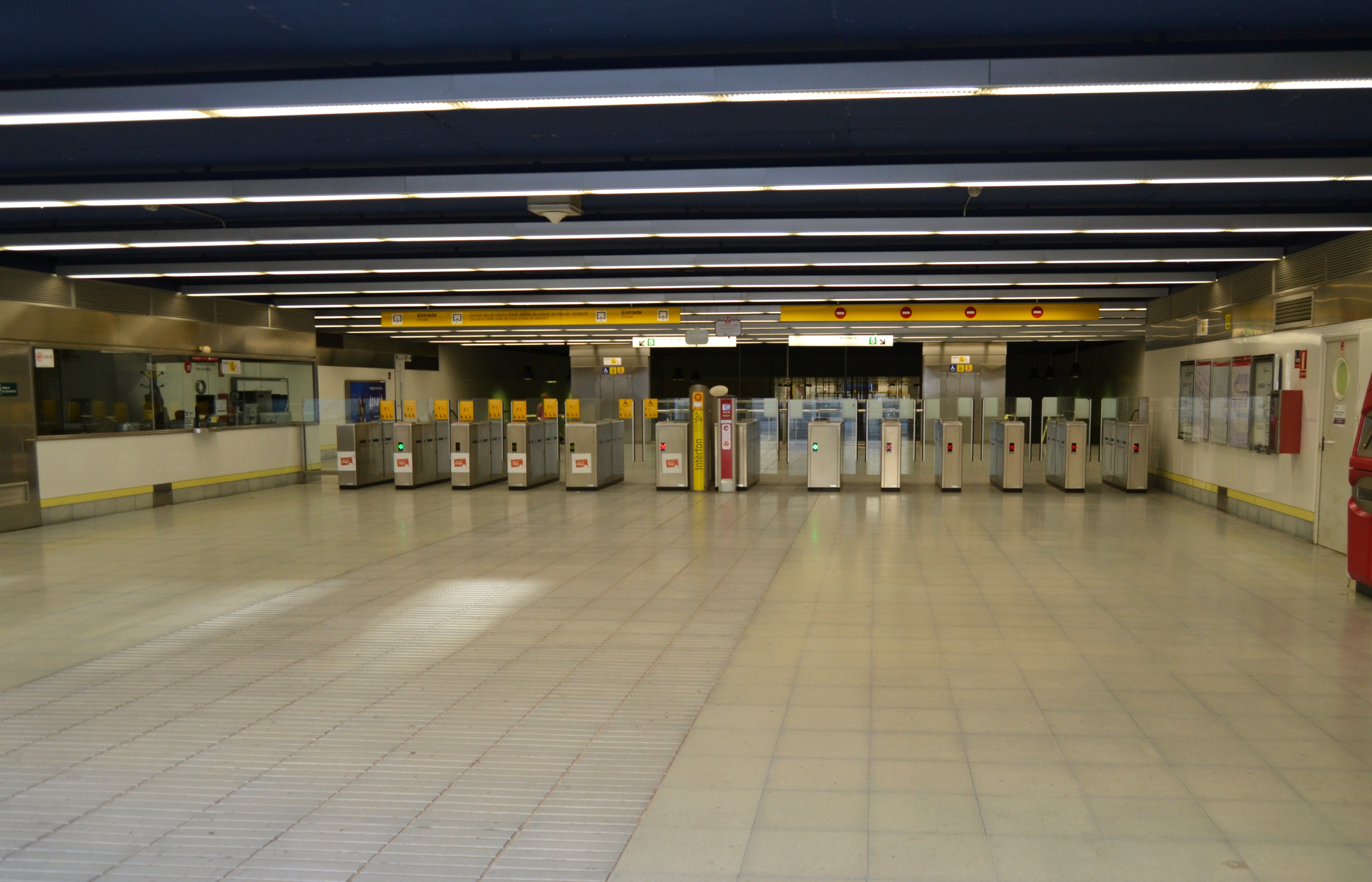
Torns i taquilla a l'accés pel carrer dels sants Just i Pastor (2013)

L'estació fou inaugurada el 30 d'abril del 2003 juntament amb les estacions d'Amistat i d'Aragó com les primeres de la línia 5, inaugurada també a la mateixa data i que connectava en els seus orígens els districtes d'Algirós i Camins al Grau amb el carrer Colom i l'estació homònima, al centre de la ciutat. Posteriorment, amb la creació de la línia 7, l'estació també va passar a formar part d'aquesta línia, que connectaria la zona des de l'estació de Torrent Avinguda fins a l'estació de Marítim. L'estació deu el seu nom al barri d'Aiora, i aquest pel palauet modernista construït per José Ayora que se troba al costat de l'estació. Fins al 2 d'abril 2007 l'estació era cap de línia, quan aquesta fou eixamplada fins a l'estació de Marítim.

## Distribució

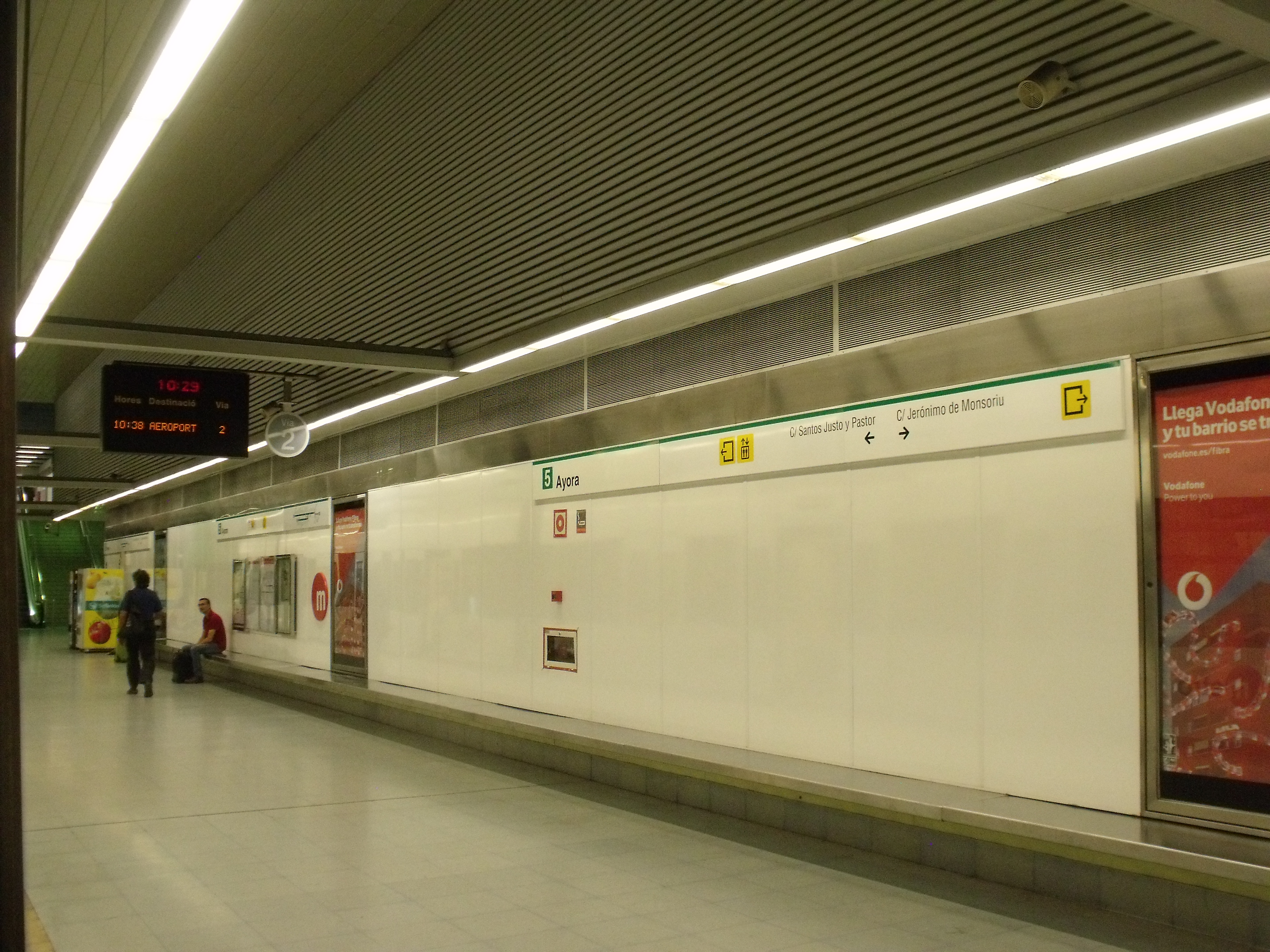
Andana de la línia 5 (2014)

L'estació, de dimensions reduïdes, es troba estructurada en una planta semi-subterrània (pràcticament a nivell de carrer i accessible per una lleu escala en rampa) i en una altra planta subterrània no molt profunda on es troben dues andanes, per les quals circulen trens en direccions contràries: una andana serveix a la línia 5 i l'altra a la línia 7. Les andanes no disposen de mampares de seguretat.
Situada al Parc d'Aiora, sota terra, l'estació compta amb dues entrades procedents del carrer dels Sants Just i Pastor al nord accedint als barris de l'Illa Perduda i Ciutat Jardí i el carrer de Jerònim de Montsoriu al sud accedint al barri d'Aiora. Just al costat hi ha el Palauet d'Aiora i els seus jardins, que cobreixen l'estació.

### Línies
| Procedència/Destinació | <       | Línia | >       | Procedència/Destinació |
| ---------------------- | ------- | ----- | ------- | ---------------------- |
| Aeroport               | Amistat |       | Marítim | Marítim                |
| Torrent Avinguda       | Amistat | ...   | Marítim | Marítim                |